# Apollo (Kabel)
Apollo ist ein seit 2003 bestehendes Seekabelsystem im Atlantik für den Datenaustausch zwischen Europa und Nordamerika. Eigentümer und Betreiber ist das Unternehmen Apollo Submarine Cable System Ltd. mit Sitz in London, eine Tochtergesellschaft des Telekommunikationskonzerns Vodafone. Die Verbindung wird hauptsächlich für Datenübertragungen für das Internet verwendet.
Apollo war ursprünglich ein Joint Venture zwischen dem Netzbetreiber Cable & Wireless (60 %) und dem technischen Ausrüster Alcatel (40 %). Nach der Übernahme von Cable & Wireless durch Vodafone befindet sich Apollo nun vollständig im Besitz von Vodafone.
Das System im DWDM-Multiplexverfahren besteht aus zwei Lichtwellenleiter-Trassen (Nord und Süd) mit jeweils rund 6.500 Kilometer Länge. Die Gesamtkapazität mit je vier Faserpaaren pro Trasse war ursprünglich für einen Datendurchsatz von 3,2 Terabit pro Sekunde ausgelegt. Durch weiter optimierte Multiplexverfahren können mittlerweile 8 Terabit pro Sekunde über ein Faserpaar übertragen werden.
Im Februar 2006 gab Level 3 Communications bekannt, sich über Apollo eine Übertragungskapazität von 300 Gbit/s mit der Option auf weitere 300 Gbit/s gesichert zu haben.

## Landungsstellen
Die Landungsstellen befinden sich in:
1. Bude, Cornwall, Großbritannien
2. Lannion, Bretagne, Frankreich
3. Brookhaven/Shirley, New York, USA
4. Wall Township/Manasquan, New Jersey, USA

Nr. 1 und 3 sind mit dem Nordkabel, Nr. 2 und 4 mit dem Südkabel verbunden.